# 圖爾古特盧

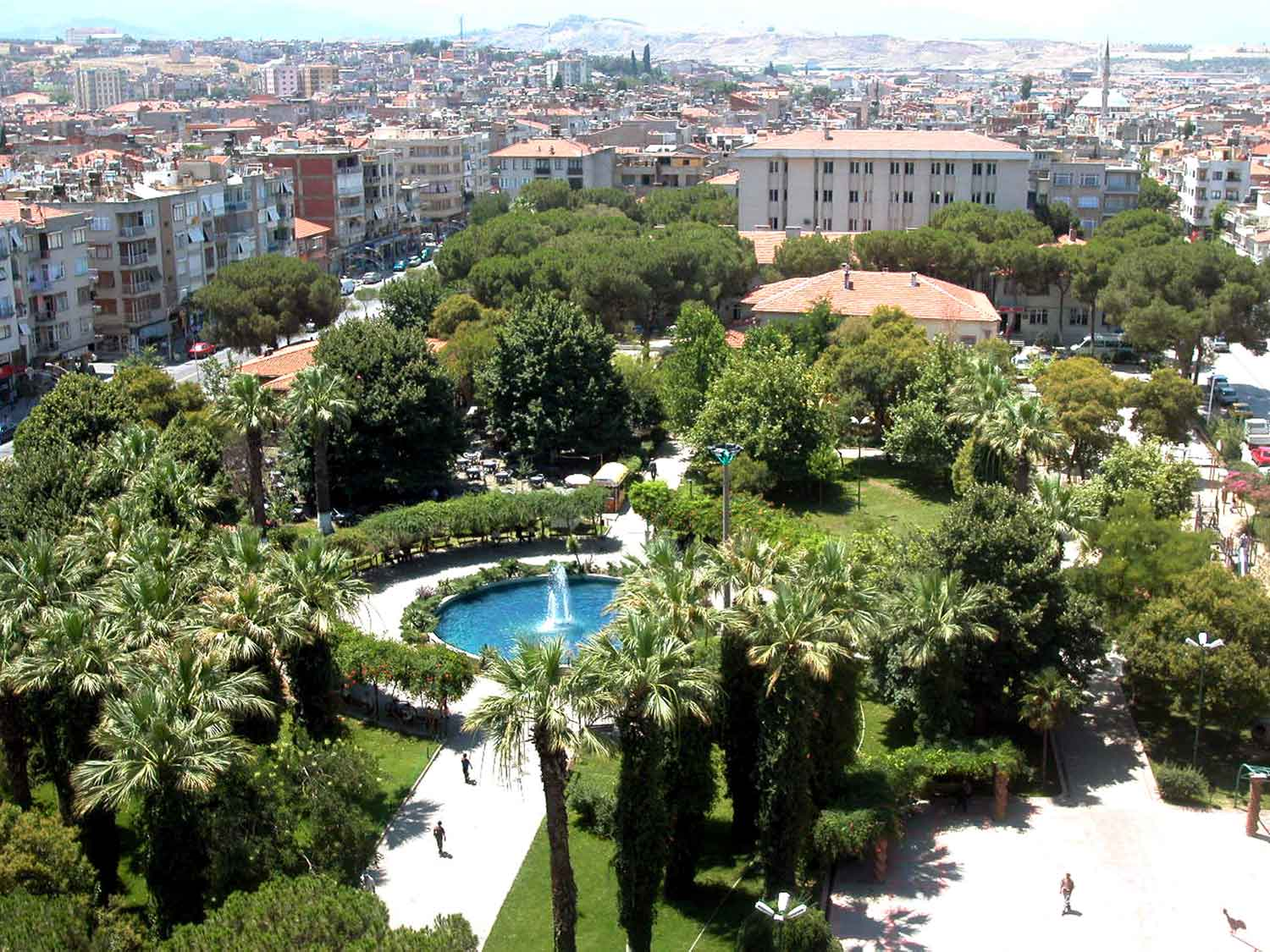
圖爾古特盧

圖爾古特盧是土耳其的城鎮，由馬尼薩省負責管轄，位於該國西部，距離首府馬尼薩31公里，面積473平方公里，海拔高度68米，2008年人口114,483。

## 外部連結
- Turgutlu Chamber of Industry
- Road map of Turgutlu and environs[永久]
- Various images of Turgutlu, Manisa （页面存档备份，存于）
- All About Turgutlu | Kasaba * （页面存档备份，存于）